# Miss Maryland
A competição de Miss Maryalnd USA é o concurso de beleza destinado a eleger a representante do Estado de Maryland para o concurso Miss USA. O concurso é coordenado pela D&D Investments.
Maryland teve uma vencedora em 1957: Mary Leona Gage. No entanto, mais tarde ela foi descoberta como sendo mãe de dois filhos e acabou destituída.
Quatro vencedoras do concurso de Maryland são ex-misses Maryland USA. Todas elas reinaram no início dos anos 1990, e de fato quatro das seis vencedoras no período entre 1990 e 1995 competiram em disputas adolescentes. Uma Miss Maryland USA competiu no Miss América.
Entre 2006 e 2008, cada vencedora do Miss Maryland USA foi segunda colocada no ano anterior.

## Sumário de resultados
- Vencedora(s): Mary Leona Gage (1957) (destituída), Nana Meriwether (2012) (assumiu o título após a vitória de Olivia Culpo no Miss Universo 2012)
- 2ª(s) colocada(s): Paulette Reck (1968)
- 5ª(s) colocada(s): Betty Jo Grove (1973), Mamé Adjei (2015)
- Top 8:  Allyn Rose (2011)
- Top 10: Rowann Brewer (1988), Marina Harrison (2005), Taylor Burton (2014), Mariela Pepin (2019)
- Top 11/12: Carol Theis (1971), Tonja Walker (1980), Linda Lambert (1981), Angie Boyer (1982), Jennifer Wilhoit (1995)
- Top 15: Barbara Eschenburg (1954), Charlene Holt (1956), Diane White (1959), Royette Tarry (1964), Roselaine Zetter (1966), Sandy Clevering (1967),  Kasey Staniszewski (2013)

### Premiações Especiais
- Miss Fotogenia: Rowann Brewer (1988)
- Prêmio de Estilo: Megan Gunning (2001)

## Vencedoras

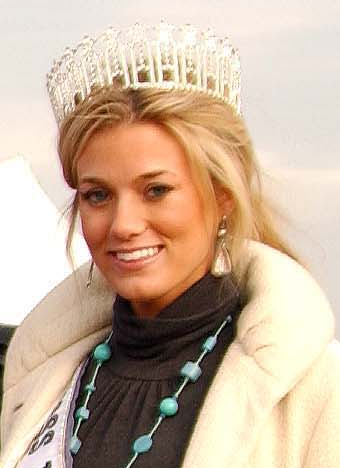
Casandra Tressler, Miss Maryland USA 2008

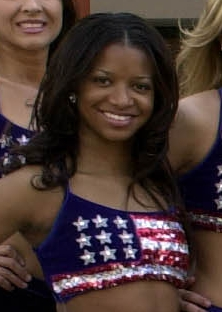
Michaé Holloman, Miss Maryland USA 2007

| Ano  | Nome                | Cidade         | Idade1 | Classificação no Miss USA | Premiações Especiais no Miss USA | Notas |
| ---- | ------------------- | -------------- | ------ | ------------------------- | -------------------------------- | --- |
| 2020 | Taelyr Robinson     | Annapolis      | 27     |                           |                                  | |
| 2019 | Mariela Pepin       | Severn         | 22     | Top 10                    |                                  | Anteriormente Miss Maryland Teen USA 2014 |
| 2018 | Brittinay Nicolette | Fallston       | 26     | Top 15                    |                                  | |
| 2017 | Adrianna David      | Rockville      | 22     |                           |                                  | |
| 2016 | Christina Denny     | Owings Mills   | 25     |                           |                                  | Anteriormente Miss Maryland 2013 e Top 10 no Miss América 2014 |
| 2015 | Mamé Adjei          | Silver Spring  | 23     | 5ª colocada               |                                  | |
| 2014 | Taylor Burton       | La Plata       | 25     | Top 10                    |                                  | |
| 2013 | Kasey Staniszewski  | Annapolis      | 21     | Top 15                    |                                  | |
| 2012 | Nana Meriwether     | Potomac        | 26     | 2ª colocada               |                                  | Tornou-se Miss USA 2012 após a vitória de Olivia Culpo no Miss Universo 2012. |
| 2011 | Allyn Rose          | Newburg        | 23     | Top 8                     |                                  | |
| 2010 | Simone Feldman      | North Potomac  | 23     |                           |                                  | |
| 2009 | Gabrielle Carlson   | Marion Station | 24     |                           |                                  | |
| 2008 | Casandra Tressler   | Damascus       | 22     |                           |                                  | Miss U.S. International 2010 |
| 2007 | Michaé Holloman     | Bowie          | 25     |                           |                                  | Cheerleader dos Washington Redskins |
| 2006 | Melissa DiGiulian   | Ocean City     | 20     |                           |                                  | |
| 2005 | Marina Harrison     | Severn         | 24     | Finalista                 |                                  | Anteriormente Miss Maryland 2003, ficou em 4º lugar no Miss America 2004 |
| 2004 | Tia Shorts          | Gaithersburg   | 24     |                           |                                  | |
| 2003 | Jamie Kramer        | Pasadena       |        |                           |                                  | |
| 2002 | Mistie Adams        | Silver Spring  |        |                           |                                  | |
| 2001 | Megan Gunning       | Fallston       |        |                           | Premiação de Estilo              | |
| 2000 | Christie Davis      | Silver Spring  |        |                           |                                  | |
| 1999 | Kelly Donohue       |                |        |                           |                                  | |
| 1998 | Maria Lynn Sheriff  |                |        |                           |                                  | |
| 1997 | Ann Coale           | Baltimore      |        |                           |                                  | |
| 1996 | Michele Michael     |                |        |                           |                                  | |
| 1995 | Jennifer Wilhoit    |                |        | Top 12                    |                                  | Anteriormente Miss Maryland Teen USA 1991 |
| 1994 | Wendy Davis         |                |        |                           |                                  | |
| 1993 | Mary Ann Cimino     | Baltimore      |        |                           |                                  | Anteriormente Miss Maryland Teen USA 1990 |
| 1992 | Renee Rebstock      |                |        |                           |                                  | Anteriormente Miss Maryland Teen USA 1987 |
| 1991 | Lisa Lawson         |                |        |                           |                                  | |
| 1990 | Julie Stanford      |                |        |                           |                                  | Anteriormente Miss Maryland Teen USA 1986 |
| 1989 | Jackie Carroll      | Gaithersburg   |        |                           |                                  | |
| 1988 | Rowann Brewer       | Silver Spring  |        | Semi-finalista            | Miss Fotogenia                   | Casada com o músico de rock Jani Lane. |
| 1987 | Michelle Snow       | Germantown     |        |                           |                                  | |
| 1986 | Kelly Koehler       |                |        |                           |                                  | |
| 1985 | Christine Marie     | Baldwin        |        |                           |                                  | |
| 1984 | Betsy Cook          | Bethesda       |        |                           |                                  | |
| 1983 | Shawn Keller        | Ashton         |        |                           |                                  | |
| 1982 | Angie Boyer         | Dunkirk        |        | Semi-finalista            |                                  | |
| 1981 | Linda Lambert       | Baltimore      |        | Semi-finalista            |                                  | |
| 1980 | Tonja Walker        | Kingsville     |        | Semi-finalista            |                                  | Miss Teen All American 1979 |
| 1979 | Jean Bourne         | Silver Spring  |        |                           |                                  | |
| 1978 | Rhonda Koch         |                |        |                           |                                  | |
| 1977 | Twyla Littleton     |                |        |                           |                                  | |
| 1976 | Linda Lee Potter    | Aldelpi        |        |                           |                                  | |
| 1975 | Ellen Bowie         | Temple Hills   |        |                           |                                  | |
| 1974 | Mary Jo Ruppert     |                |        |                           |                                  | |
| 1973 | Betty Jo Grove      |                |        | 5ª colocada               |                                  | |
| 1972 | Patty Townsend      |                |        |                           |                                  | |
| 1971 | Carol Theis         |                |        | Semi-finalista            |                                  | |
| 1970 | Beckie Price        | Camp Springs   |        |                           |                                  | |
| 1969 | Ardis Fowler        |                |        |                           |                                  | |
| 1968 | Paulette Reck       |                |        | 2ª colocada               |                                  | 3ª colocada no Miss World USA 1969 |
| 1967 | Sandy Clevering     |                |        | Semi-finalist             |                                  | |
| 1966 | Roselaine Zetter    |                |        | Semi-finalista            |                                  | |
| 1965 | Barbara Keefer      |                |        |                           |                                  | |
| 1964 | Royette Tarry       |                |        | Semi-finalista            |                                  | Represented Delaware no Miss World USA 1970, sem se classificar |
| 1963 | Marsha Metrinko     |                |        |                           |                                  | Representou a cidade de Nova York no concurso Miss America 1964. Sua irmã, Michele Metrinko, também competiu no Miss USA 1963 como Miss District of Columbia e depois representou os Estados Unidos no Miss Mundo. |
| 1962 | Shelda Farley       |                |        |                           |                                  | |
| 1961 | Gail Baxter         |                |        |                           |                                  | |
| 1960 | Jerri Fiorilli      |                |        |                           |                                  | |
| 1959 | Diane White         |                |        | Semi-finalista            |                                  | 4ª colocada no Miss World USA 1961, mãe da Miss Georgia USA 1989 |
| 1958 | Patricia Vogts      |                |        |                           |                                  | |
| 1957 | Mary Leona Gage     |                |        | Vencedora                 |                                  | destituída |
| 1956 | Charlene Holt       |                |        | Semi-finalista            |                                  | |
| 1955 | Gloria Ruth King    |                |        |                           |                                  | |
| 1954 | Barbara Eschenburg  |                |        | Semi-finalista            |                                  | |
| 1953 | Diane Gale Durham   |                |        |                           |                                  | |
| 1952 | Não competiu        |                |        |                           |                                  | |

1 Idade à época do concurso Miss USA